# Танана (аэропорт)
Аэропорт Танана, также известный, как Аэропорт имени Ральфа Калхуна (англ. Ralph M. Calhoun Memorial Airport), (ИАТА: TAL, ИКАО: PATA, FAA LID: TAL) — государственный гражданский аэропорт, расположенный в 1,85 километрах к западу от центрального делового района города Танана (Аляска), США.

## Операционная деятельность
Аэропорт имени Ральфа Калхуна находится на высоте 72 метров над уровнем моря и эксплуатирует одну взлётно-посадочную полосу:
- 7/25 размерами 1341 x 46 метров с гравийным покрытием.

За период с 31 декабря 2005 года по 31 декабря 2006 года Аэропорт имени Ральфа Калхуна обработал 3 100 операций взлётов и посадок самолётов (в среднем 258 операций ежемесячно), из них 55 % пришлось на авиацию общего назначения, 44 % — аэротакси и 2 % составили рейсы военной авиации.: